# Abertamy
Abertamy (německy Abertham) jsou město v okrese Karlovy Vary v Karlovarském kraji. Leží patnáct kilometrů severně od Karlových Varů. Město stojí v Krušných horách v nadmořské výšce okolo 900 metrů a žije v něm 848 obyvatel.
Město bylo založeno v první polovině šestnáctého století v souvislosti s objevem ložiska stříbrných rud. Po úpadku dolů v sedmnáctém století se významným hospodářským odvětvím stalo krajkářství a od poloviny devatenáctého století výroba kožených rukavic. Po druhé světové válce se v okolí města asi dvacet let těžil uran. Po ukončení těžby se město stalo centrem zimní rekreace se sportovním areálem na Plešivci.

## Název
Název Abertamy je v Česku jedinečný a vznikl spojením dvou slov. Druhý člen tohoto spojení, německé Damm, znamená hráz. Původ prvního členu vysvětlují tři odlišné hypotézy. Může pocházet z hornoněmeckého slova âber (otevřený, nepokrytý) a jméno města by potom bylo odvozeno ze spojení Häuser am abern Damm, neboli domy u holé a teplé hráze. Podle druhé hypotézy se slovo âber vyskytuje jen zřídka, a v názvu města se objevilo spíše změnou výslovnosti slova Eber (kanec). Jméno Abertamy by tak znamenalo kančí hráz. Třetí hypotéza název odvozuje ze spojení aber-tham (postranní či zadní hráz).
V historických pramenech se název města objevuje ve tvarech: Aberdams (1547), Abertam (1579), Abertham (1581), Aberthan (1582), Obertam a Abertham (1590), Abertan (1596), Abertal (1599), Oberthal (1600), Aberthamb (1654), Aberthamber (1722), in Abertham (1785), Abertamm, Obertammm a Abertamy (1845), Abertham a Abertam (1847) a úředně Abertham (1854–1923).

## Historie
První písemná zmínka o Abertamech pochází z roku 1529 a nachází se v jáchymovské kronice. Nové sídlo patřilo až do zrušení patrimoniální správy městu Jáchymov a jeho obyvatelé měli stejná práva jako jáchymovští měšťané. Správu sídla a výkon nižších soudních pravomocí zajišťoval rychtář. V roce 1534 stál v blízkosti šachty Lorenz dřevěný luteránský kostel.

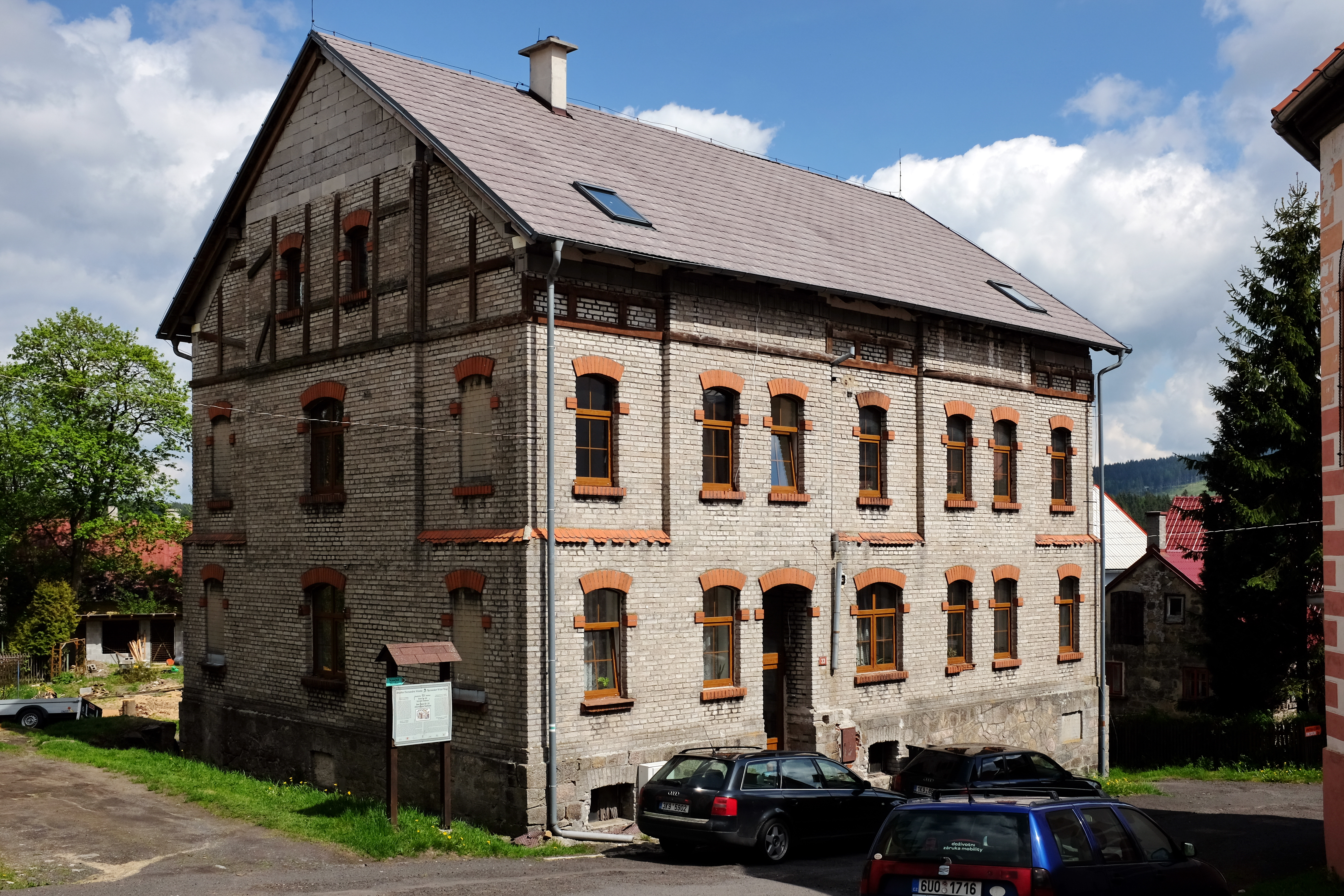
Stará radnice

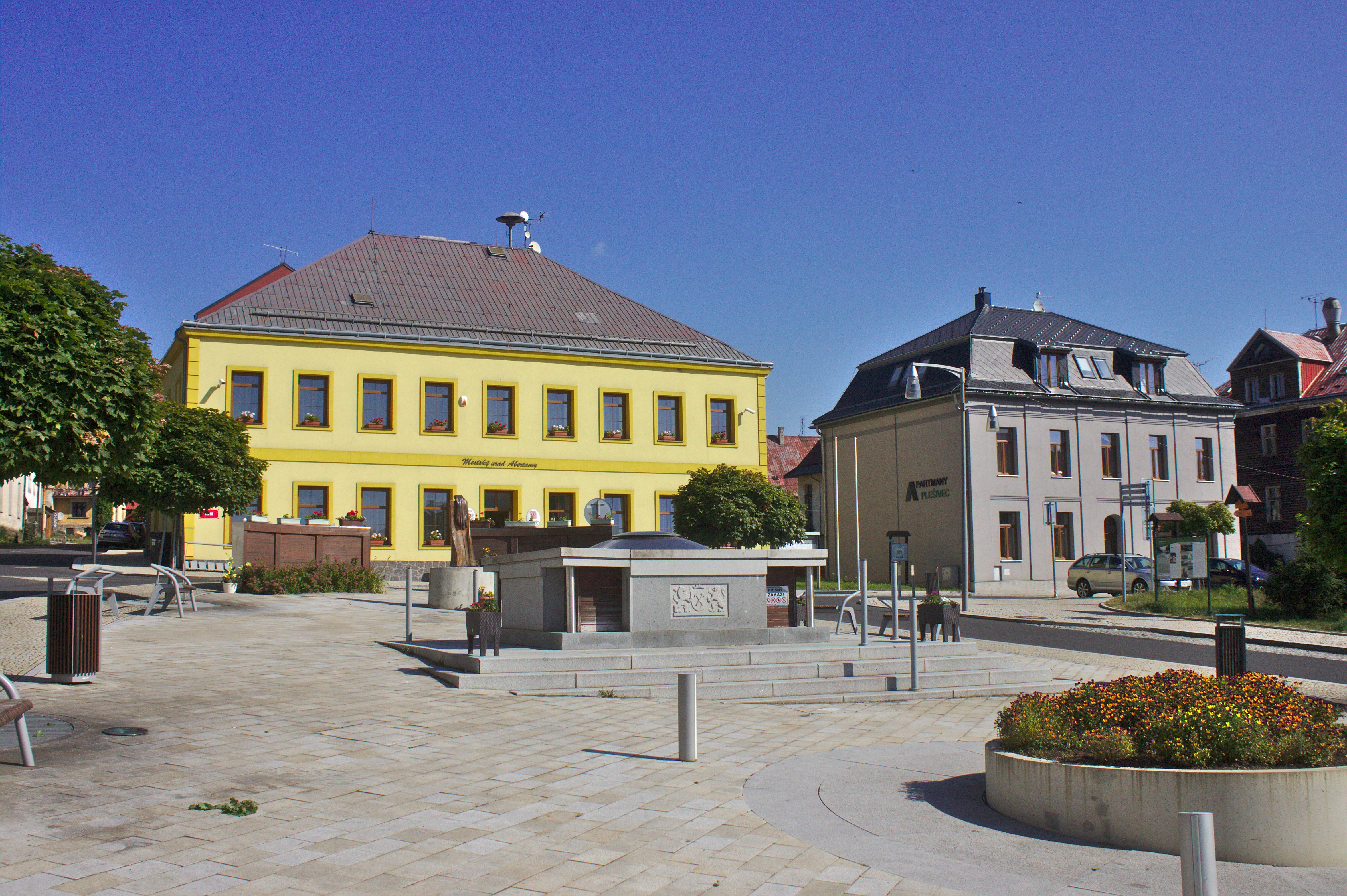
Náměstí

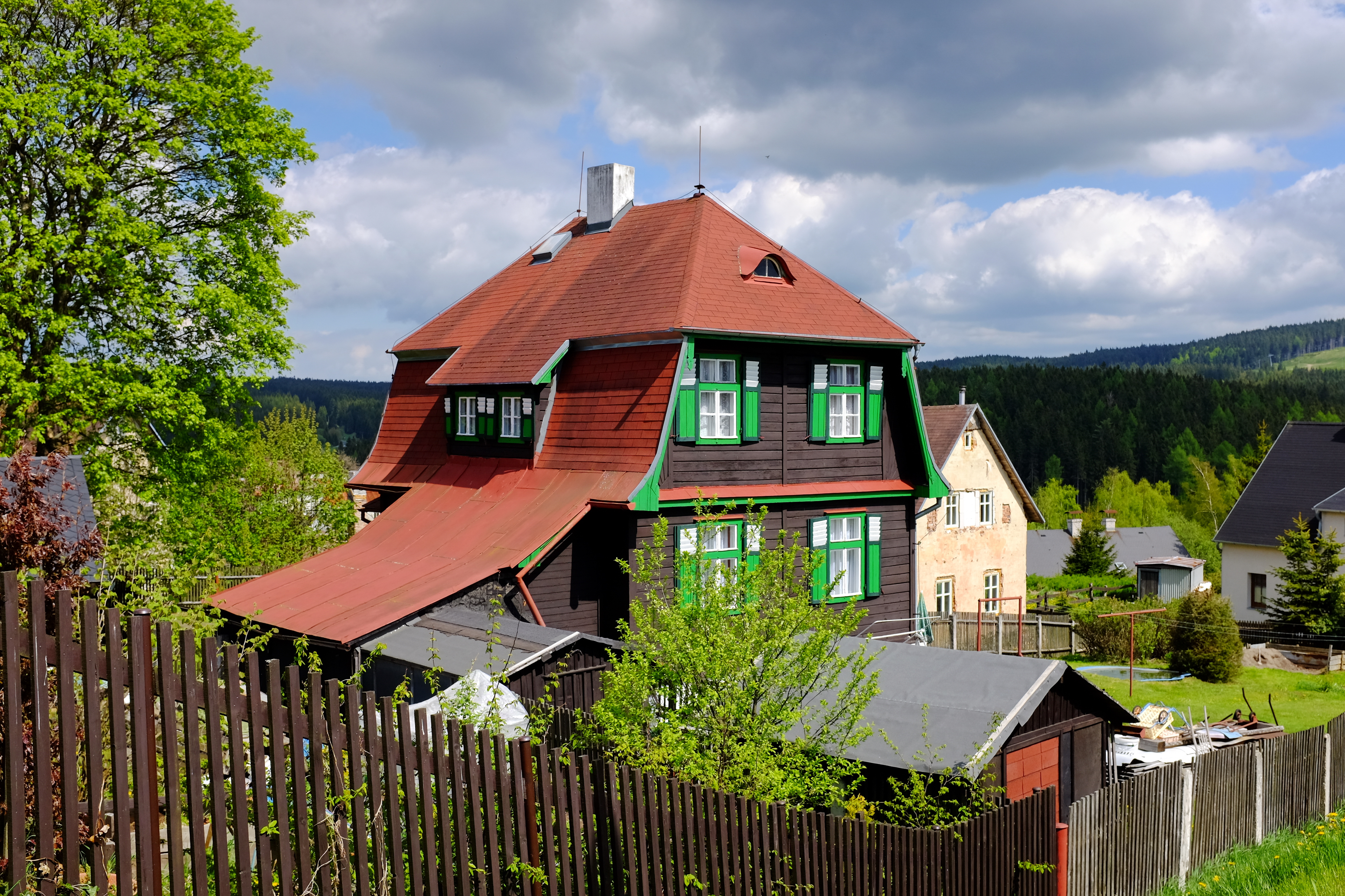
Horská chalupa

Vznik Abertam je spojen s rozvojem stříbrných dolů na začátku třicátých let šestnáctého století. Stříbrná ruda byla objevena náhodně při hloubení studny nebo vodního příkopu, ale brzy byly odkryty všechny důležité žíly. Nejvýznamnější z nich byla Lorenzova žíla pojmenovaná po Vavřinci Šlikovi. Po něm byla pojmenována také dědičná štola, která doly odvodňovala. Vedla přímo pod městem ve směru východ–západ. K hlavním dolům patřila štola Albrecht, která ústila blízko hřbitova ve spodní části sjezdovky Ski areálu Abertamy. Ruda se však dobývala v desítkách děl, z nichž některé dosáhly hloubky okolo dvou set metrů. Délka historických štol z šestnáctého až devatenáctého století dosáhla asi dvaceti kilometrů a ze získaného stříbra bylo možné vyrazit přes osm set tisíc jáchymovských tolarů.
Dne 23. dubna 1579 daroval císař Rudolf II. část bývalého šlikovského majetku Koruně české. Darovaný majetek tvořila města Jáchymov, Horní Blatná, Hřebečná, Abertamy, Pernink, Oloví a Luby. Věnování bývá interpretováno jako povýšení Abertam na horní město, ale jejich hornický statut byl dán úzkými vazbami na Jáchymov. Ještě v roce 1780 měly Abertamy vlastní soud, ale všechna ostatní privilegia byla shodná s jáchymovskými. Jediným vlastním abertamským privilegiem bylo právo výročního trhu udělené v roce 1792 císařem Františkem.
Výnosy dolů začaly klesat už koncem čtyřicátých let šestnáctého století, a během třicetileté války hornictví prakticky ustalo. Po válce ve městě podle berní ruly z roku 1654 stálo 85 domů (z toho devět pustých), v nichž žilo 500–600 lidí. Snahy o obnovu těžby, které proběhly okolo poloviny osmnáctého století, nebyly úspěšné. Teprve ve čtyřicátých až šedesátých letech devatenáctého století byla těžba v malém měřítku obnovena.

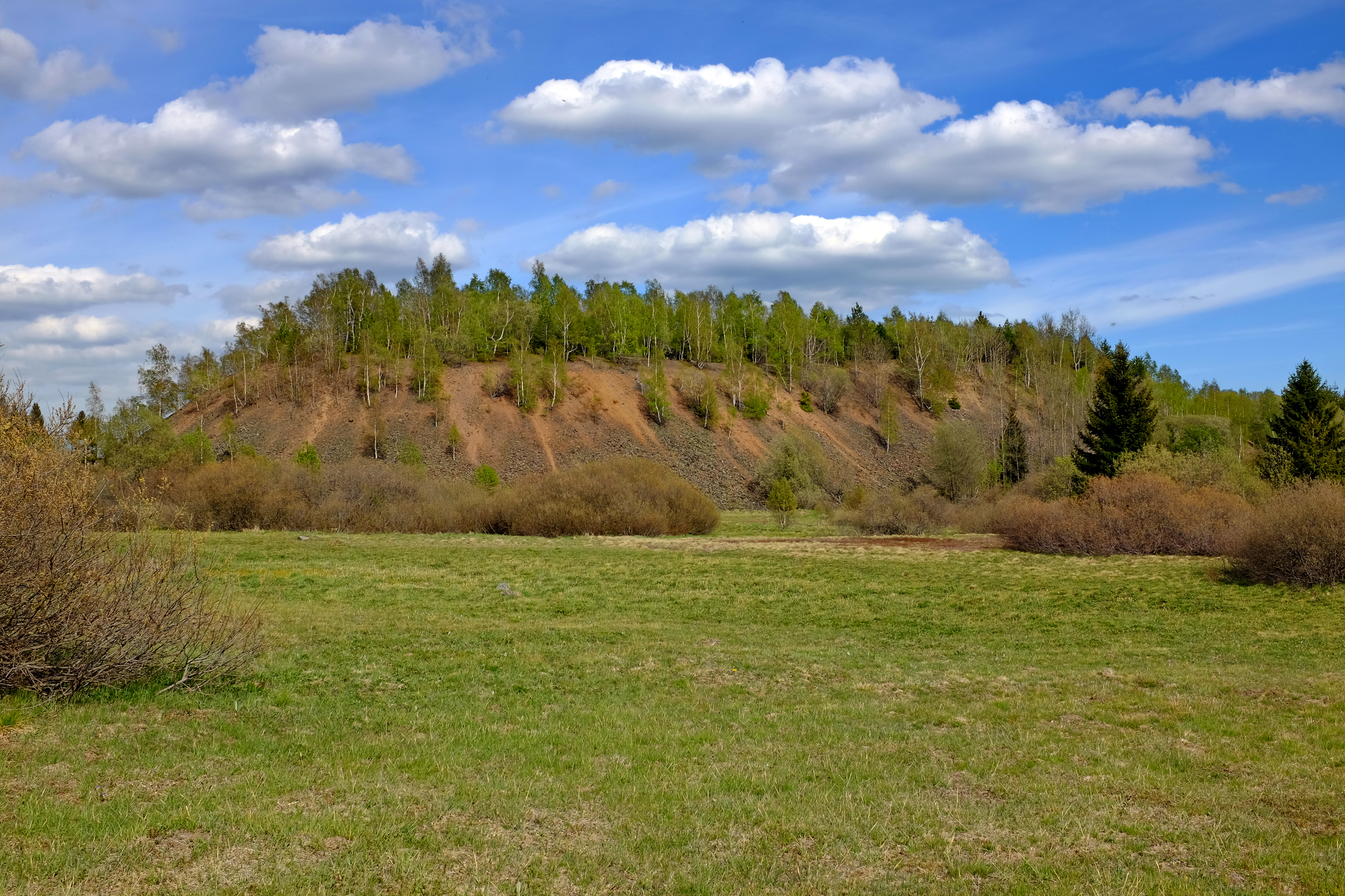
Odval dolu Jeroným

Už na konci šestnáctého století se mezi obyvateli rozšířilo, jako náhradní zdroj obživy, krajkářství. Ve druhé polovině devatenáctého století se Abertamy proslavily výrobou kožených rukavic. Jejich výrobu ve městě v polovině devatenáctého století zavedl Adalbert Eberhart a o půl století později se jich ve městě vyrobilo asi 1,5 milionu párů ročně. V té době už Abertamy byly samostatnou obcí, která se v roce 1877 dočkala povýšení na město. Koncem třicátých let dvacátého století výroba dosahovala 6,6 milionů páru ročně a zabývalo se jí 1 200 lidí z města a celkem asi 11 000 obyvatel ze širokého okolí. Rukavice se vyvážely do šedesáti zemí včetně Spojených států amerických nebo Kanady. Město bylo také oblíbeným střediskem zimních i letních sportů. V šedesátých letech dvacátého století výrobu rukavic převzaly dobříšské Rukavičkářské závody. Výroba koženého zboží se ve městě udržela až do roku 1998.
Po druhé světové válce bylo vysídleno německé obyvatelstvo. V období 1946 a 1965 byla obnovena hornická činnost. Předmětem jejího zájmu se stal uran dobývaný obnovenou štolou Tří králů a dolem Jeroným. Délka podzemních prostor vyražených v poválečném období dosáhla 53 kilometrů a dalších sedmnáct kilometrů chodeb se nachází pod návrším Nový rok, kde fungovala šachta Východní Abertamy.
Po ukončení těžby se Abertamy staly turistickým střediskem, jehož jádrem je skiareál na Plešivci.

## Abertamský sýr
Město bylo známé výrobou abertamského sýra. K útlumu jeho výroby došlo po odsunu Sudetských Němců. 

## Přírodní poměry

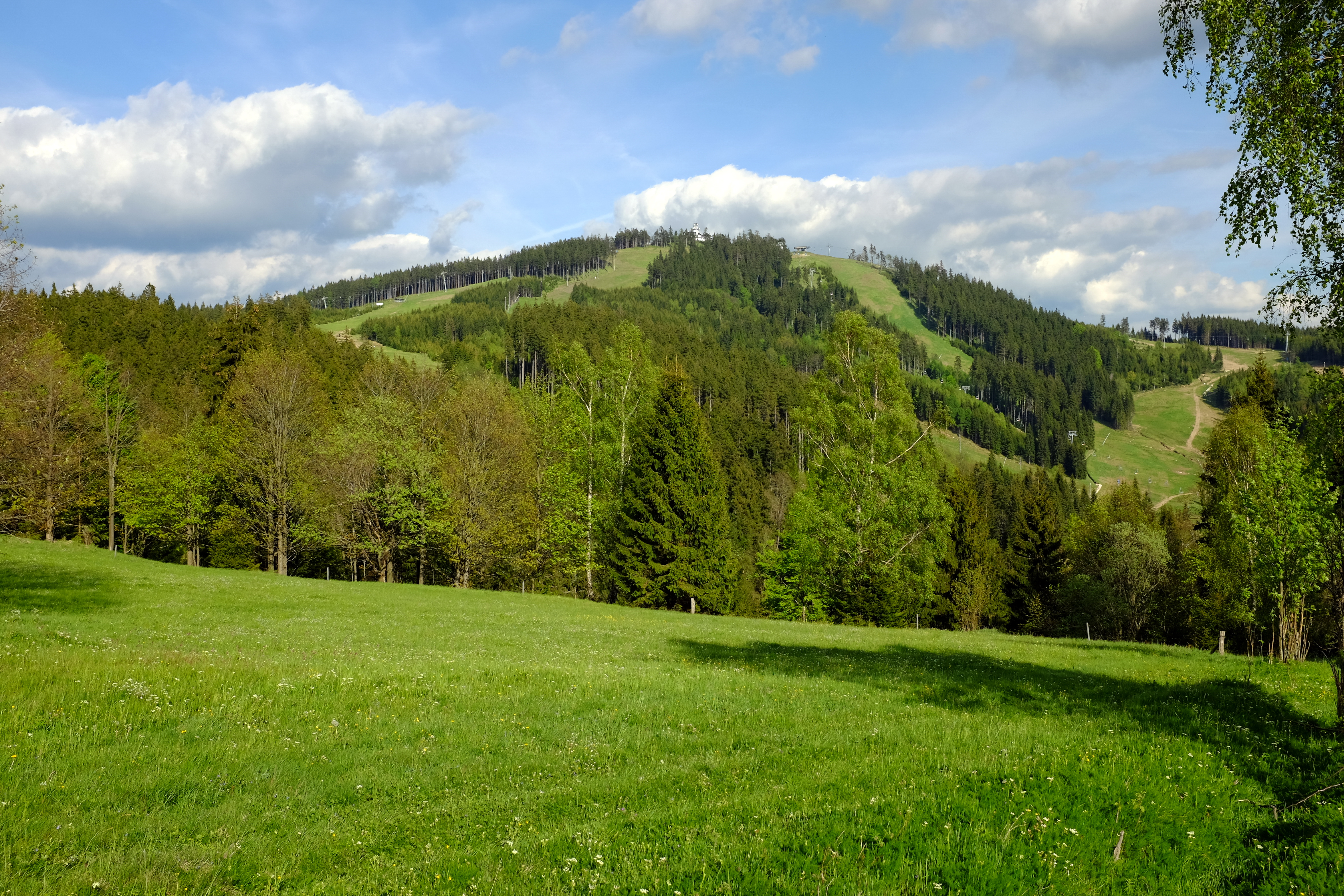
Plešivec

Abertamský rudní revír má rozměry 1 500 × 1 800 metrů a tvoří jej především svory. Na jihu jej ohraničuje karlovarský žulový pluton a na severovýchodě bludenský zlom. Severní část revíru přechází do fylitů a na západě pokračují svory až k Perninku. Rudní ložiska byla vázaná na malé čočky s obsahem stříbra, bismutu, kobaltu, niklu a uranu. Mocnost žil, tvořených zejména křemenem, kalcitem, dolomitem a fluoritem, se pohybovala v řádu nižších desítek centimetrů.
Kolem města protéká říčka Bystřice. Do katastrálního území Abertamy zasahují části ptačí oblasti Západní Krušné hory a evropsky významné lokality Krušnohorské plató.

## Obyvatelstvo
Při sčítání lidu v roce 1921 zde žilo 2404 obyvatel (z toho 1104 mužů), z nichž byli dva Čechoslováci, 2378 Němců, jeden Žid a 23 cizinců. Kromě dvaceti evangelíků a pěti židů se hlásili k římskokatolické církvi. Podle sčítání lidu z roku 1930 mělo město 2600 obyvatel: osmnáct Čechoslováků, 2545 Němců, jednoho Žida a 36 cizinců. Náboženská struktura byla pestřejší. Stále výrazně převažovala římskokatolická většina, ale žilo zde také 21 evangelíků, tři příslušníci církve československé, tři židé a 21 lidí bez vyznání.
| Rok            | 1869  | 1880  | 1890  | 1900  | 1910  | 1921  | 1930  | 1950  | 1961  | 1970  | 1980  | 1991  | 2001  | 2011  | 2021 |
| -------------- | ----- | ----- | ----- | ----- | ----- | ----- | ----- | ----- | ----- | ----- | ----- | ----- | ----- | ----- | ---- |
| Počet obyvatel | 3 310 | 3 605 | 3 644 | 4 010 | 4 293 | 3 512 | 3 824 | 2 261 | 1 715 | 1 145 | 1 156 | 1 052 | 1 197 | 1 213 | 813  |
| Počet domů     | 384   | 399   | 407   | 444   | 444   | 444   | 524   | 627   | 381   | 259   | 214   | 232   | 239   | 264   | 282  |

| Rok            | 1869  | 1880  | 1890  | 1900  | 1910  | 1921  | 1930  | 1950  | 1961  | 1970  | 1980  | 1991  | 2001  | 2011  | 2021 |
| -------------- | ----- | ----- | ----- | ----- | ----- | ----- | ----- | ----- | ----- | ----- | ----- | ----- | ----- | ----- | ---- |
| Počet obyvatel | 2 046 | 2 149 | 2 256 | 2 610 | 2 834 | 2 404 | 2 600 | 1 595 | 1 417 | 1 047 | 1 107 | 1 021 | 1 160 | 1 157 | 759  |
| Počet domů     | 233   | 241   | 246   | 274   | 275   | 276   | 348   | 427   | 381   | 233   | 198   | 209   | 214   | 237   | 247  |

## Městská správa
Dne 22. června 2007 byl obci vrácen status města.

### Části města
- Abertamy
- Hřebečná

### Městské symboly
Městský znak: "V červeném španělském štítě dvě zkřížená hornická kladiva se zlatými topůrky a stříbrnými mlátky".
Vlajka byla městu udělena rozhodnutím předsedy Poslanecké sněmovny Parlamentu České republiky dne 29. května 2007. Prapor se odvíjí dle heraldických pravidel z obecního znaku: "V červeném listě uprostřed umístěná dvě zkřížená hornická kladiva se zlatými topůrky a stříbrnými mlátky, které zdobí zlatá královská koruna. Kladiva jsou zároveň nesena dvěma stříbrnými lvy stojícími na zlatém břevně. Poměr šířky k délce listu je 2:3."

## Doprava
Městem vede silnice II/219 v úseku Pernink–Jáchymov. Dále tudy vede silnice III/2193 z Abertam přes Hřebečnou na Ryžovnu kde se pak rozděluje do tří směrů: Horní Blatná, Potůčky, Boží Dar. Na jihu města se nachází dva lyžařské areály (Plešivec, Abertamy).

## Pamětihodnosti

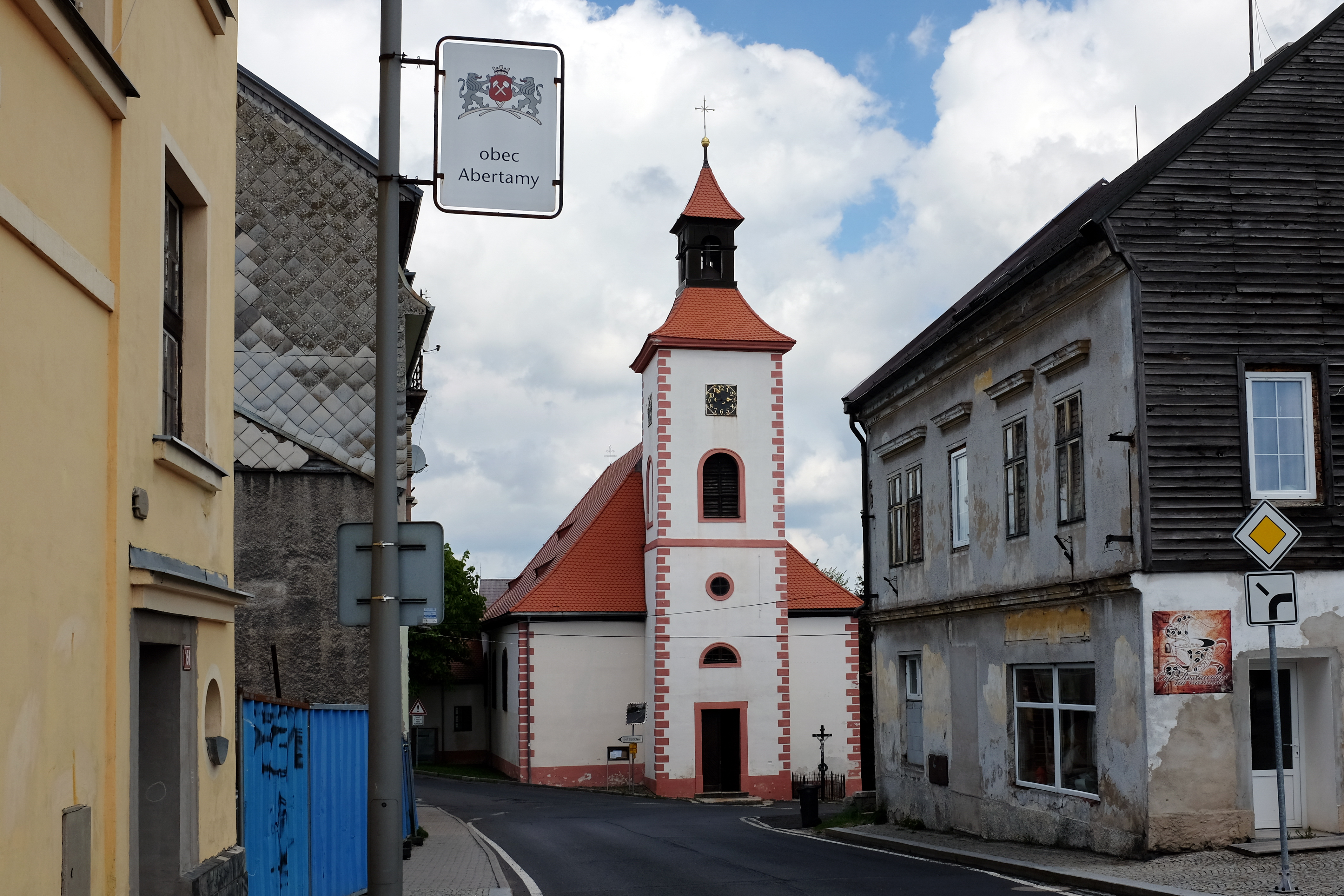
Kostel Čtrnácti svatých pomocníků

V okolí Abertam jsou patrné pozůstatky těžby stříbra i uranu. Nejvýraznějšími stopami po těžbě stříbra jsou haldy u Křížové šachty, nad štolou Tří králů nebo přímo ve městě v místech, kterými probíhala žíla Buriani. V údolí Bystřice jsou patrná zabořená ústí několika štol. Mohutné odvaly se dochovaly také u uranové štoly Albrecht nebo u jámy Jeroným.
Kulturní památky ve městě:
- Kostel Čtrnácti svatých pomocníků – barokní stavba z roku 1736, upravená v první polovině devatenáctého století
- Rukavičkářská expozice Abertamy – muzeum v budově městského úřadu
- Vila čp. 286 – budova z roku 1927

## Osobnosti
- Kajetan Bayer (1831–1904), podnikatel v důlním průmyslu na Plzeňsku
- Johann Heiser (1870–1933), pedagog a politik
- Josef Henrich (1879–1943), lesník
- Horst Siegl (* 1969), fotbalista